# Karen Hannover
Karen Anna Hannover, född 27 oktober 1872 i  Köpenhamn i Danmark, död 30 januari 1943 i Köpenhamn, var en dansk keramiker.
Karen Hannover var dotter till författaren och redaktören Vilhelm Topsøe och Augusta Pauline Kirstine Petersen. Hon gifte sig 1897 med konsthistorikern Emil Hannover.
Karen Hannover var autodidakt som konstnär. År 1893 flyttade hon med sin mor och systern Ingeborg till Paris, där hennes moster, målaren Anna Petersen utbildade sig. Genom henne fick Karen Hannover inblick i den stimulerande konstmiljön i staden och levde i kretsen av konstnärer som skulptören J.F. Willumsen, författaren Herman Bang och diktaren Sophus Claussen. Senare, efter äktenskapet 1897, ingick hon i en umgängeskrets med konstnärer som målarna Johan Rohde, Agnes Slott-Møller och Harald Slott-Møller, samt konstkritikern Karl Madsen.
Hennes första arbeten i fajans gjordes 1910, då Karen Hannover inledde ett samarbete med P. Ipsens Terrakottafabrik. Hon experimenterade i sina krukor och terriner med frukter och blomster som former, mellan slingrande blad och en samtidig genombrytning av materialet. Många av hennes arbeten är utförda med polykroma dekorationer, andra framstår mer naturalistiska och med naturliga färger.